# Merlin Gerin
Pour les articles homonymes, voir Merlin.
Merlin Gerin (prononcé [mɛʁlɛ̃ˈʒʁɛ̃]) est un ancien groupe industriel spécialisé en matériel électrique, créé en 1920 à Grenoble par Paul-Louis Merlin et Gaston Gerin.  Depuis 1992, il fait partie du groupe Schneider Electric.

## Historique
Les fondateurs étaient tous deux ingénieurs des Arts et Métiers. 
Le siège social de l'entreprise se trouvait au 37 quai Paul-Louis-Merlin, près du polygone scientifique de Grenoble. 
Le groupe est racheté en 1992 par le groupe Schneider SA, très présent dans l'agglomération grenobloise.

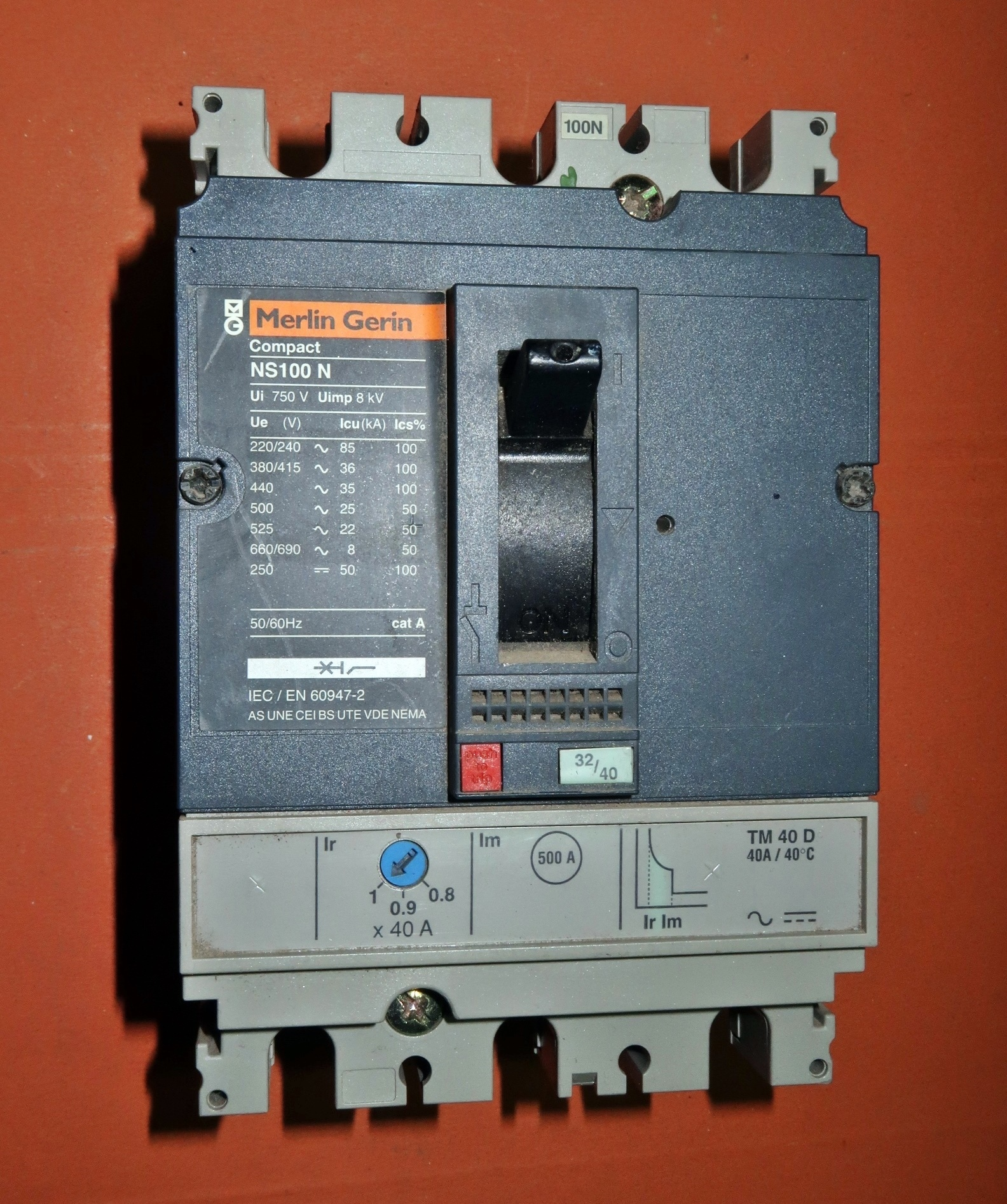
Un disjoncteur boîtier moulé 100 ampères.

En 2009, l'entreprise est totalement intégrée dans le groupe Schneider Electric, qui conserve cependant la marque commerciale Merlin Gerin pour ne pas perdre en visibilité vis-à-vis des clients industriels ; de plus, deux filiales de Schneider Electric portent encore le nom de Merlin Gérin :
- Merlin Gérin Alés[2].
- Merlin Gérin Loire[3].

## Archives de l'entreprise
Les archives de l'entreprise sont conservées aux Archives départementales de l'Isère dans le fonds 47J. On trouve également des documents la concernant dans le fonds André Gony, ancien agent de maîtrise au sein des établissements Merlin-Gérin (48J).